# Александар Грин
Александар Грин (рус. Александр Грин; Вјатка, 23. август 1880 — Стари Крим, 8. јул 1932) је био руски и совјетски прозни писац, представник романтичног реализма. Себе је сматрао симболичарем.

### Биографија
Рођен је у породици Пољака депортованог након јануарског устанка 1863. Године 1896, након завршетка школе у Вјатки, Гриневски одлази у Одесу где живи као скитница. Био је морнар, копач злата, грађевински радник, али често је био без посла и издржавао се од просјачења, а понекад и захваљујући новцу који му је слао његов отац.
Након што се придружио руској војсци, постао је члан Социјалистичке револуционарне партије, због чега је ухапшен и послат у затвор због ширења „револуционарне пропаганде”. Његова прва приповетка је објављена у новинама 1906. године. Исте године ухапшен је у Санкт Петербургу и осуђен на четири године изгнанства у удаљеном подручју Тобољске губерније. Међутим, врло брзо по доласку у Тобољск, успео је да побегне и врати се у Санкт Петербург где живи илегално. Поново бива ухапшен и депортован 1910. у Архангељску губернију. У малом селу Кегостров, Грин је живео са својом првом женом Вером Павловном Абрамовом (којом се оженио 1910) од 1910. до 1912.
Године 1912, вратио се у Санкт Петербург и развео од супруге. У то време, Грин објављује углавном кратке приче. Већина његових већих дела су написана након Октобарске револуције и уживала су значајну популарност током прве половине 1920. Године 1921, оженио се Нином Николајевном Грин (1894—1970). Године 1924, су се преселили у Феодосију да живе у близини мора. У својим касним данима, Гринове романтичне визије су биле у оштром сукобу са главним правцем совјетске књижевности, па издавачи у Москви и Лењинграду одбијају и да размотре објављивање његових дела, па Грин и његове супруге живе у то време у екстремном сиромаштву. Грин је патио од алкохолизма и туберкулозе. Умро је од рака желуца 1932. у Старом Криму.

## Дела
Већина дела Александра Грина немају директне везе са реалноћу Императорске и Совјетске Русије где је живео. Збивања већине његових романа и приповедака се одвијају у неименованим местима поред мора, очигледно далеко од Европе, али су сви ликови Западноевропљани, изгледом и именом. Чак и његов књижевни псеудоним (Грин, рус. Грин) је дерусификован облик његовог правог презимена (Гриневски, рус. Гриневский).
Грин се бави људским жељама и емоцијама у најчистијем облику. Његов свет није бајка, он има много тога заједничког са реалношћу почетком 20. века (као што су аутомобили и банке), али је романтичнији и „детињастији”. Гринов свет је насељен поморским капетанима, морнарима, научницима, путницима, криминалцима, екстравагантном аристократијом, детињастим девојкама, галантним негативцима, и херојима који увек остати верни својим сновима. Неки од његових романа садрже елемент магије — не као део његовог оснивања света, али увек као чудо које мења животе оних који га сусретну.
Гринова дела су такође позната по свом специфичном стилу писања, прилично јединственом у целој руској књижевности. Гринова проза је веома поетска и описна, са изразитом склоношћу ка метафорама и шароликом речнику.